# Кубок Америки з футболу 2016 (склади)
У цій статті перераховані склади національних футбольних збірних на Кубку Америки у США, який пройшов в період з 4 по 26 червня 2016 року.
Остаточні заявки збірних повинні були включати в себе 23 гравців, троє з яких — воротарі, і заявка повинна була бути представлена до 20 травня 2016 року.
Інформація про клуби і вік футболістів вказані станом на день початку турніру.
| Група A                          | Група B                     | Група C                          | Група D                       |
| -------------------------------- | --------------------------- | -------------------------------- | ----------------------------- |
| Колумбія Коста-Рика Парагвай США | Бразилія Еквадор Гаїті Перу | Ямайка Мексика Уругвай Венесуела | Аргентина Болівія Чилі Панама |

## Група A

### Колумбія
Головний тренер:  Хосе Пекерман
Список з 23 гравців був названий 20 травня.. Згодом Оскар Мурільйо був виключений з заявки через травму і замінений на Єррі Міну.

| №  | Поз. | Гравець              | Дата народження (вік)            | Ігри | Голи | Клуб                     |
| -- | ---- | -------------------- | -------------------------------- | ---- | ---- | ------------------------ |
| 1  | ВР   | Давід Оспіна         | 31 серпня 1988 (вік 27 років)    | 64   | 0    | «Арсенал» (Лондон)       |
| 2  | ЗХ   | Крістіан Сапата      | 30 вересня 1986 (вік 29 років)   | 40   | 0    | «Мілан»                  |
| 3  | ЗХ   | Єррі Міна            | 23 вересня 1994 (вік 21 рік)     | 2    | 0    | «Палмейрас»              |
| 4  | ЗХ   | Сантьяго Аріас       | 13 січня 1992 (вік 24 роки)      | 21   | 0    | «ПСВ Ейндговен»          |
| 5  | ПЗ   | Гільєрмо Селіс       | 8 травня 1993 (вік 23 роки)      | 1    | 0    | «Хуніор де Барранкілья»  |
| 6  | ПЗ   | Карлос Санчес Морено | 6 лютого 1986 (вік 30 років)     | 62   | 0    | «Астон Вілла»            |
| 7  | НП   | Карлос Бакка         | 8 вересня 1986 (вік 29 років)    | 27   | 11   | «Мілан»                  |
| 8  | ПЗ   | Едвін Кардона        | 8 грудня 1992 (вік 23 роки)      | 14   | 3    | «Монтеррей»              |
| 9  | НП   | Роджер Мартінес      | 23 червня 1994 (вік 21 рік)      | 0    | 0    | «Расінг» (Авельянеда)    |
| 10 | ПЗ   | Хамес Родрігес ()    | 12 липня 1991 (вік 24 роки)      | 42   | 14   | «Реал Мадрид»            |
| 11 | ПЗ   | Хуан Куадрадо        | 26 травня 1988 (вік 28 років)    | 49   | 5    | «Ювентус»                |
| 12 | ВР   | Робінсон Сапата      | 30 вересня 1978 (вік 37 років)   | 3    | 0    | «Санта-Фе»               |
| 13 | ПЗ   | Себастьян Перес      | 29 березня 1993 (вік 23 роки)    | 2    | 1    | «Атлетіко Насьйональ»    |
| 14 | ЗХ   | Феліпе Агілар        | 20 січня 1993 (вік 23 роки)      | 0    | 0    | «Атлетіко Насьйональ»    |
| 15 | ЗХ   | Стефан Медіна        | 14 червня 1992 (вік 23 роки)     | 4    | 0    | «Пачука»                 |
| 16 | ПЗ   | Данієль Торрес       | 15 листопада 1989 (вік 26 років) | 4    | 0    | «Індепендьєнте Медельїн» |
| 17 | НП   | Дайро Морено         | 16 вересня 1985 (вік 30 років)   | 27   | 2    | «Тіхуана»                |
| 18 | ЗХ   | Франк Фабра          | 22 лютого 1991 (вік 25 років)    | 5    | 0    | «Бока Хуніорс»           |
| 19 | ЗХ   | Фарід Діас           | 20 липня 1983 (вік 32 роки)      | 2    | 0    | «Атлетіко Насьйональ»    |
| 20 | ПЗ   | Андрес Роа           | 25 травня 1993 (вік 23 роки)     | 1    | 0    | «Депортіво Калі»         |
| 21 | НП   | Марлос Морено        | 20 вересня 1996 (вік 19 років)   | 2    | 0    | «Атлетіко Насьйональ»    |
| 22 | ЗХ   | Джейсон Мурільйо     | 27 травня 1992 (вік 24 роки)     | 16   | 1    | «Інтернаціонале»         |
| 23 | ВР   | Крістіан Бонілья     | 2 червня 1993 (вік 23 роки)      | 0    | 0    | «Атлетіко Насьйональ»    |

### Коста-Рика
Головний тренер: Оскар Рамірес
Наступні 23 гравці були вклбючені до завяки. 20 травня голкіпер команди Естебан Альварадо через травму був виключений з заявки і замінений на Леонеля Морейру. 31 травня Кейлор Навас через тендиніт на лівій нозі був замінений на Денні Карвахаля,, а Аріель Родрігес через травму був замінений на Джонні Вудлі.
| №  | Поз. | Гравець            | Дата народження (вік)            | Ігри | Голи | Клуб                   |
| -- | ---- | ------------------ | -------------------------------- | ---- | ---- | ---------------------- |
| 1  | ВР   | Денні Карвахаль    | 8 січня 1989 (вік 27 років)      | 0    | 0    | «Депортіво Сапрісса»   |
| 2  | ЗХ   | Джонні Акоста      | 21 липня 1983 (вік 32 роки)      | 40   | 2    | «Алахуеленсе»          |
| 3  | ЗХ   | Франсіско Кальво   | 8 липня 1992 (вік 23 роки)       | 11   | 0    | «Депортіво Сапрісса»   |
| 4  | ЗХ   | Мікаель Уманья     | 16 липня 1982 (вік 33 роки)      | 92   | 1    | «Персеполіс»           |
| 5  | ПЗ   | Селсо Борхес       | 27 травня 1988 (вік 28 років)    | 88   | 20   | «Депортіво»            |
| 6  | ЗХ   | Оскар Дуарте       | 3 червня 1989 (вік 27 років)     | 28   | 2    | «Еспаньйол»            |
| 7  | ПЗ   | Крістіан Боланьйос | 30 травня 1984 (вік 32 роки)     | 57   | 2    | «Ванкувер Вайткепс»    |
| 8  | ЗХ   | Браян Ов'єдо       | 18 лютого 1990 (вік 26 років)    | 28   | 1    | «Евертон»              |
| 9  | НП   | Альваро Саборіо    | 22 березня 1982 (вік 34 роки)    | 107  | 35   | «Ді Сі Юнайтед»        |
| 10 | НП   | Браян Руїс ()      | 18 серпня 1985 (вік 30 років)    | 87   | 21   | «Спортінг»             |
| 11 | ПЗ   | Йоган Венегас      | 27 листопада 1988 (вік 27 років) | 21   | 5    | «Монреаль Імпакт»      |
| 12 | НП   | Хоель Кемпбелл     | 26 червня 1992 (вік 23 роки)     | 58   | 11   | «Арсенал» Лондон       |
| 13 | ПЗ   | Естебан Гранадос   | 25 жовтня 1985 (вік 30 років)    | 14   | 0    | «Ередіано»             |
| 14 | ПЗ   | Рендалл Асофейфа   | 30 грудня 1984 (вік 31 рік)      | 38   | 1    | «Ередіано»             |
| 15 | ЗХ   | Хосе Сальватьєрра  | 10 жовтня 1989 (вік 26 років)    | 26   | 0    | «Алахуеленсе»          |
| 16 | ЗХ   | Крістіан Гамбоа    | 24 жовтня 1989 (вік 26 років)    | 47   | 2    | «Вест-Бромвіч Альбіон» |
| 17 | ПЗ   | Єльцин Техеда      | 17 березня 1992 (вік 24 роки)    | 34   | 0    | «Евіан»                |
| 18 | ВР   | Патрік Пембертон   | 24 травня 1982 (вік 34 роки)     | 27   | 0    | «Алахуеленсе»          |
| 19 | ЗХ   | Кендалл Востон     | 1 січня 1988 (вік 28 років)      | 7    | 1    | «Ванкувер Вайткепс»    |
| 20 | НП   | Джонні Вудлі       | 27 липня 1980 (вік 35 років)     | 0    | 0    | «Алахуеленсе»          |
| 21 | НП   | Марко Уренья       | 5 березня 1990 (вік 26 років)    | 40   | 10   | «Мідтьюлланд»          |
| 22 | ЗХ   | Рональд Матарріта  | 9 липня 1994 (вік 21 рік)        | 8    | 0    | «Нью-Йорк Сіті»        |
| 23 | ВР   | Леонель Морейра    | 4 квітня 1990 (вік 26 років)     | 5    | 0    | «Ередіано»             |

### Парагвай
Головний тренер:  Рамон Діас
Наступні 23 гравці були вклбючені до завяки. Нападник Роке Санта-Крус був в початковій заявці, але через травму і був замінений на Антоніо Санабрію. Пабло Агілар і Нестор Ортігоса також були виключені з заявки через травми і були замінені на Віктора Аялу і Івана Піріса відповідно.
| №  | Поз. | Гравець               | Дата народження (вік)           | Ігри | Голи | Клуб                  |
| -- | ---- | --------------------- | ------------------------------- | ---- | ---- | --------------------- |
| 1  | ВР   | Хусто Вільяр ()       | 30 червня 1977 (вік 38 років)   | 114  | 0    | «Коло-Коло»           |
| 2  | ЗХ   | Фабіан Бальбуена      | 23 серпня 1991 (вік 24 роки)    | 3    | 0    | «Корінтіанс»          |
| 3  | ЗХ   | Густаво Гомес         | 6 травня 1993 (вік 23 роки)     | 13   | 2    | «Ланус»               |
| 4  | ЗХ   | Іван Піріс            | 10 березня 1989 (вік 27 років)  | 24   | 0    | «Удінезе»             |
| 5  | ЗХ   | Бруно Вальдес         | 6 жовтня 1992 (вік 23 роки)     | 10   | 0    | «Серро Портеньйо»     |
| 6  | ЗХ   | Мігель Самудіо        | 24 серпня 1986 (вік 29 років)   | 33   | 1    | «Клуб Америка»        |
| 7  | НП   | Хорхе Даніель Бенітес | 2 вересня 1992 (вік 23 роки)    | 5    | 1    | «Крус Асуль»          |
| 8  | ПЗ   | Хуан Родріго Рохас    | 9 квітня 1988 (вік 28 років)    | 6    | 0    | «Серро Портеньйо»     |
| 9  | НП   | Антоніо Санабрія      | 4 березня 1996 (вік 20 років)   | 5    | 0    | «Спортінг» (Хіхон)    |
| 10 | НП   | Дерліс Гонсалес       | 23 березня 1994 (вік 22 роки)   | 20   | 3    | «Динамо» (Київ)       |
| 11 | НП   | Едгар Бенітес         | 8 листопада 1987 (вік 28 років) | 52   | 8    | «Керетаро»            |
| 12 | ВР   | Ентоні Сільва         | 27 лютого 1984 (вік 32 роки)    | 14   | 0    | «Серро Портеньйо»     |
| 13 | ПЗ   | Блас Ріверос          | 16 квітня 1998 (вік 18 років)   | 0    | 0    | «Олімпія» (Асунсьйон) |
| 14 | ЗХ   | Пауло да Сільва       | 1 лютого 1980 (вік 36 років)    | 133  | 2    | «Толука»              |
| 15 | НП   | Хуан Ітурбе           | 4 червня 1993 (вік 22 роки)     | 1    | 0    | «Борнмут»             |
| 16 | ПЗ   | Сельсо Ортіс          | 26 січня 1989 (вік 27 років)    | 8    | 0    | АЗ                    |
| 17 | НП   | Мігель Альмірон       | 13 листопада 1993 (вік 22 роки) | 1    | 0    | «Ланус»               |
| 18 | НП   | Нельсон Вальдес       | 28 листопада 1983 (вік 32 роки) | 74   | 13   | «Сіетл Саундерз»      |
| 19 | НП   | Даріо Лескано         | 30 червня 1990 (вік 25 років)   | 5    | 4    | «Інгольштадт 04»      |
| 20 | ЗХ   | Віктор Аяла           | 1 січня 1988 (вік 28 років)     | 17   | 0    | «Ланус»               |
| 21 | ПЗ   | Оскар Ромеро          | 4 липня 1992 (вік 23 роки)      | 17   | 1    | «Расінг» (Монтевідео) |
| 22 | ВР   | Дієго Баррето         | 16 липня 1981 (вік 34 роки)     | 13   | 0    | «Олімпія» (Асунсьйон) |
| 23 | ПЗ   | Роберт Піріс да Мотта | 26 липня 1994 (вік 21 рік)      | 0    | 0    | «Олімпія» (Асунсьйон) |

### США
Головний тренер:  Юрген Клінсманн
Фінальний склад було оголошень 21 травня. Тімоті Чендлер був виключений з заявки через травму і замінений Едгаром Кастільйо 27 травня.
| №  | Поз. | Гравець          | Дата народження (вік)           | Ігри | Голи | Клуб                       |
| -- | ---- | ---------------- | ------------------------------- | ---- | ---- | -------------------------- |
| 1  | ВР   | Бред Гузан       | 9 вересня 1984 (вік 31 рік)     | 42   | 0    | «Астон Вілла»              |
| 2  | ЗХ   | ДеАндре Єдлін    | 9 липня 1993 (вік 22 роки)      | 31   | 0    | «Сандерленд»               |
| 3  | ЗХ   | Стів Бірнбаум    | 23 січня 1991 (вік 25 років)    | 4    | 1    | «Ді Сі Юнайтед»            |
| 4  | ПЗ   | Майкл Бредлі ()  | 31 липня 1987 (вік 28 років)    | 113  | 15   | Торонто                    |
| 5  | ЗХ   | Метт Беслер      | 11 лютого 1987 (вік 29 років)   | 31   | 0    | «Спортінг» (Канзас-Сіті)   |
| 6  | ЗХ   | Джон Брукс       | 28 січня 1993 (вік 23 роки)     | 18   | 2    | «Герта»                    |
| 7  | НП   | Боббі Вуд        | 15 листопада 1992 (вік 23 роки) | 16   | 4    | Гамбург                    |
| 8  | НП   | Клінт Демпсі     | 9 березня 1983 (вік 33 роки)    | 122  | 49   | «Сіетл Саундерз»           |
| 9  | НП   | Г'ясі Зардес     | 2 вересня 1991 (вік 24 роки)    | 23   | 3    | «Лос-Анджелес Гелаксі»     |
| 10 | ПЗ   | Дарлінгтон Нагбе | 19 липня 1990 (вік 25 років)    | 5    | 0    | «Портленд Тімберз»         |
| 11 | ПЗ   | Алехандро Бедоя  | 29 квітня 1987 (вік 29 років)   | 45   | 2    | «Нант»                     |
| 12 | ВР   | Тім Говард       | 6 березня 1979 (вік 37 років)   | 107  | 0    | «Евертон»                  |
| 13 | ПЗ   | Джермейн Джонс   | 3 листопада 1981 (вік 34 роки)  | 58   | 3    | «Колорадо Репідз»          |
| 14 | ЗХ   | Майкл Ороско     | 7 лютого 1986 (вік 30 років)    | 22   | 4    | «Тіхуана»                  |
| 15 | ПЗ   | Кайл Бекерман    | 23 квітня 1982 (вік 34 роки)    | 52   | 1    | «Реал Солт-Лейк»           |
| 16 | ПЗ   | Перрі Кітчен     | 29 лютого 1992 (вік 24 роки)    | 3    | 0    | «Гарт оф Мідлотіан»        |
| 17 | НП   | Крістіан Пулишич | 18 вересня 1998 (вік 17 років)  | 1    | 0    | «Боруссія» (Дортмунд)      |
| 18 | НП   | Кріс Вондоловскі | 28 січня 1983 (вік 33 роки)     | 31   | 10   | «Сан-Хосе Ерсквейкс»       |
| 19 | ПЗ   | Грем Зусі        | 18 серпня 1986 (вік 29 років)   | 33   | 4    | «Спортінг» (Канзас-Сіті)   |
| 20 | ЗХ   | Джефф Кемерон    | 11 липня 1985 (вік 30 років)    | 39   | 4    | «Сток Сіті»                |
| 21 | ЗХ   | Едгар Кастільйо  | 8 жовтня 1986 (вік 29 років)    | 18   | 0    | «Монтеррей»                |
| 22 | ВР   | Ітан Горват      | 9 червня 1995 (вік 20 років)    | 0    | 0    | «Молде»                    |
| 23 | ЗХ   | Фабіан Джонсон   | 11 грудня 1987 (вік 28 років)   | 42   | 2    | «Боруссія» (Менхенгладбах) |

## Група B

### Бразилія
Головний тренер: Дунга
Наступні гравці були в кінцевому складі команди на турнірі. Рікарду Олівейра і Дуглас Коста були виключені з заявки через травми і замінені Жонасом і Кака 20 травня і 26 травня відповідно. Рафінья і Едерсон також були виключені з заявки 31 травня і були замінені на Лукаса Моуру і Марсело Грое відповідно. У свою чергу Кака 1 червня був замінений на Гансо. Луїс Густаво був виключений з заявки 2 червня по особистим причинам і був замінений Воласом.
| №  | Поз. | Гравець               | Дата народження (вік)         | Ігри | Голи | Клуб                   |
| -- | ---- | --------------------- | ----------------------------- | ---- | ---- | ---------------------- |
| 1  | ВР   | Алісон                | 2 жовтня 1992 (вік 23 роки)   | 5    | 0    | «Інтернасьйонал»       |
| 2  | ЗХ   | Даніел Алвес ()       | 6 травня 1983 (вік 33 роки)   | 89   | 7    | «Барселона»            |
| 3  | ЗХ   | Міранда               | 7 вересня 1984 (вік 31 рік)   | 29   | 0    | «Інтернаціонале»       |
| 4  | ЗХ   | Жил                   | 12 червня 1987 (вік 28 років) | 6    | 0    | «Шаньдун Лунен»        |
| 5  | ПЗ   | Каземіро              | 23 лютого 1992 (вік 24 роки)  | 9    | 0    | «Реал Мадрид»          |
| 6  | ЗХ   | Філіпе Луїс Касмірскі | 9 серпня 1985 (вік 30 років)  | 23   | 1    | «Атлетіко»             |
| 7  | ПЗ   | Гансо                 | 12 жовтня 1989 (вік 26 років) | 8    | 0    | «Сан-Паулу»            |
| 8  | ПЗ   | Еліас                 | 16 травня 1985 (вік 31 рік)   | 31   | 0    | «Корінтіанс»           |
| 9  | НП   | Жонас                 | 1 квітня 1984 (вік 32 роки)   | 9    | 2    | «Бенфіка»              |
| 10 | ПЗ   | Лукас Ліма            | 9 липня 1990 (вік 25 років)   | 9    | 1    | «Сантус»               |
| 11 | НП   | Габріел               | 30 серпня 1996 (вік 19 років) | 1    | 1    | «Сантус»               |
| 12 | ВР   | Дієго Алвес           | 24 червня 1985 (вік 30 років) | 8    | 0    | «Валенсія»             |
| 13 | ЗХ   | Маркос Аоас Корреа    | 14 травня 1994 (вік 22 роки)  | 9    | 0    | «Парі Сен-Жермен»      |
| 14 | ЗХ   | Родріго Кайо          | 17 серпня 1993 (вік 22 роки)  | 1    | 0    | «Сан-Паулу»            |
| 15 | ЗХ   | Фабіньйо              | 23 жовтня 1993 (вік 22 роки)  | 3    | 0    | «Баварія» (Мюнхен)     |
| 16 | ЗХ   | Дуглас Сантос         | 22 березня 1994 (вік 22 роки) | 1    | 0    | «Атлетіку Мінейру»     |
| 17 | ПЗ   | Волас                 | 4 квітня 1995 (вік 21 рік)    | 0    | 0    | «Греміо»               |
| 18 | ПЗ   | Ренато Аугусто        | 8 лютого 1988 (вік 28 років)  | 7    | 2    | «Бейцзін Сінобо Гоань» |
| 19 | ПЗ   | Вілліан               | 9 серпня 1988 (вік 27 років)  | 34   | 6    | «Челсі»                |
| 20 | ПЗ   | Лукас Моура           | 13 серпня 1992 (вік 23 роки)  | 33   | 4    | «Парі Сен-Жермен»      |
| 21 | НП   | Галк                  | 25 липня 1986 (вік 29 років)  | 46   | 12   | «Зеніт»                |
| 22 | ПЗ   | Філіппе Коутінью      | 12 червня 1992 (вік 23 роки)  | 13   | 1    | «Ліверпуль»            |
| 23 | ВР   | Марсело Грое          | 13 січня 1987 (вік 29 років)  | 2    | 0    | «Греміо»               |

### Еквадор
Головний тренер:  Густаво Кінтерос
Наступні 23 гравці були в кінцевому складі команди на турнірі.
| №  | Поз. | Гравець             | Дата народження (вік)           | Ігри | Голи | Клуб                       |
| -- | ---- | ------------------- | ------------------------------- | ---- | ---- | -------------------------- |
| 1  | ВР   | Максімо Бангера     | 16 грудня 1985 (вік 30 років)   | 27   | 0    | «Барселона» (Гуаякіль)     |
| 2  | ЗХ   | Артуро Міна         | 8 жовтня 1990 (вік 25 років)    | 7    | 0    | «Індепендьєнте Хосе Теран» |
| 3  | ЗХ   | Фріксон Ерасо       | 5 травня 1988 (вік 28 років)    | 57   | 2    | «Атлетіку Мінейру»         |
| 4  | ЗХ   | Хуан Карлос Паредес | 8 липня 1987 (вік 28 років)     | 58   | 0    | «Вотфорд»                  |
| 5  | ЗХ   | Крістіан Рамірес    | 12 серпня 1994 (вік 21 рік)     | 4    | 0    | «Ференцварош»              |
| 6  | ПЗ   | Крістіан Нобоа      | 9 квітня 1985 (вік 31 рік)      | 63   | 3    | «Ростов»                   |
| 7  | ПЗ   | Джефферсон Монтеро  | 1 вересня 1989 (вік 26 років)   | 55   | 10   | «Суонсі Сіті»              |
| 8  | ПЗ   | Фернандо Гайбор     | 08 листопада 1991 (вік 24 роки) | 4    | 0    | «Емелек»                   |
| 9  | ПЗ   | Фідель Мартінес     | 15 лютого 1990 (вік 26 років)   | 23   | 7    | «УНАМ Пумас»               |
| 10 | ЗХ   | Вальтер Айові ()    | 11 серпня 1979 (вік 36 років)   | 111  | 8    | «Монтеррей»                |
| 11 | ПЗ   | Мічаель Арройо      | 23 квітня 1987 (вік 29 років)   | 26   | 4    | «Клуб Америка»             |
| 12 | ВР   | Естебан Дреер       | 11 листопада 1981 (вік 34 роки) | 1    | 0    | «Емелек»                   |
| 13 | НП   | Еннер Валенсія      | 4 листопада 1989 (вік 26 років) | 24   | 14   | «Вест Гем Юнайтед»         |
| 14 | ПЗ   | Анхель Мена         | 21 січня 1988 (вік 28 років)    | 6    | 1    | «Емелек»                   |
| 15 | ПЗ   | Педро Ларреа        | 21 травня 1986 (вік 30 років)   | 0    | 0    | «Депортіво Ель Насьйональ» |
| 16 | ПЗ   | Антоніо Валенсія    | 4 серпня 1985 (вік 30 років)    | 80   | 8    | «Манчестер Юнайтед»        |
| 17 | НП   | Хайме Айові         | 21 лютого 1988 (вік 28 років)   | 34   | 9    | «Годой-Крус»               |
| 18 | ПЗ   | Карлос Груесо       | 19 квітня 1995 (вік 21 рік)     | 10   | 0    | «Даллас»                   |
| 19 | ПЗ   | Хуан Касарес        | 3 квітня 1992 (вік 24 роки)     | 12   | 1    | «Атлетіку Мінейру»         |
| 20 | ЗХ   | Роберт Арболеда     | 22 жовтня 1991 (вік 24 роки)    | 0    | 0    | «Універсідад Католіка»     |
| 21 | ЗХ   | Габріель Ачільєр    | 23 березня 1985 (вік 31 рік)    | 36   | 0    | «Емелек»                   |
| 22 | ВР   | Александер Домінгес | 5 червня 1987 (вік 28 років)    | 36   | 0    | ЛДУ Кіто                   |
| 23 | НП   | Міллер Боланьйос    | 1 червня 1990 (вік 26 років)    | 12   | 6    | «Греміо»                   |

### Гаїті
Головний тренер:  Патріс Невьо
Наступні 23 гравці були в кінцевому складі команди на турнірі.
| №  | Поз. | Гравець               | Дата народження (вік)           | Ігри | Голи | Клуб                       |
| -- | ---- | --------------------- | ------------------------------- | ---- | ---- | -------------------------- |
| 1  | ВР   | Джонні Пласід ()      | 21 січня 1989 (вік 27 років)    | 27   | 0    | «Реймс»                    |
| 2  | ЗХ   | Жан Соні Альсена      | 23 січня 1986 (вік 30 років)    | 64   | 7    | «Волунтарі»                |
| 3  | ЗХ   | Мешак Жером           | 21 квітня 1990 (вік 26 років)   | 52   | 2    | «Джексонвілл Армада»       |
| 4  | ЗХ   | Кім Жаггі             | 14 листопада 1982 (вік 33 роки) | 19   | 1    | «Аарау»                    |
| 5  | ЗХ   | Ромен Женевуа         | 28 жовтня 1987 (вік 28 років)   | 4    | 0    | «Ніцца»                    |
| 6  | ЗХ   | Стефан Ламбез         | 10 травня 1995 (вік 21 рік)     | 4    | 0    | «Парі Сен-Жермен»          |
| 7  | НП   | Вільд-Дональд Гер'є   | 31 березня 1989 (вік 27 років)  | 36   | 7    | «Вісла» (Краків)           |
| 8  | ЗХ   | Режиналь Горо         | 31 грудня 1987 (вік 28 років)   | 21   | 2    | «Стандард» (Льєж)          |
| 9  | НП   | Керван Бельфор        | 16 травня 1992 (вік 24 роки)    | 27   | 11   | «1461 Трабзон»             |
| 10 | НП   | Джефф Луї             | 8 серпня 1992 (вік 23 роки)     | 26   | 2    | «Кан»                      |
| 11 | ПЗ   | Паскаль Мільєн        | 3 травня 1986 (вік 30 років)    | 31   | 2    | «Джексонвілл Армада»       |
| 12 | ВР   | Стюард Сьос           | 26 березня 1987 (вік 29 років)  | 8    | 0    | «Міннесота Юнайтед»        |
| 13 | ПЗ   | Кевін Лафранс         | 13 січня 1990 (вік 26 років)    | 21   | 2    | «Хробри»                   |
| 14 | ПЗ   | Джеймс Марселен       | 13 червня 1986 (вік 29 років)   | 29   | 3    | «Кароліна Рейлгоукс»       |
| 15 | ПЗ   | Соні Норде            | 27 липня 1989 (вік 26 років)    | 25   | 3    | «Мохун Баган»              |
| 16 | ПЗ   | Жан-Марк Александр    | 24 серпня 1986 (вік 29 років)   | 38   | 2    | «Форт-Лодердейл Страйкерз» |
| 17 | ПЗ   | Соні Мюстівар         | 12 лютого 1990 (вік 26 років)   | 11   | 0    | «Спортінг Канзас-Сіті»     |
| 18 | ЗХ   | Жуделен Авеска        | 21 жовтня 1987 (вік 28 років)   | 46   | 1    | «Атлетіко Уругвай»         |
| 19 | ПЗ   | Макс Ілер             | 6 грудня 1985 (вік 30 років)    | 7    | 0    | «Шоле»                     |
| 20 | НП   | Дюкенс Назон          | 17 квітня 1994 (вік 22 роки)    | 13   | 4    | «Лаваль»                   |
| 21 | НП   | Жан-Ед Моріс          | 21 червня 1986 (вік 29 років)   | 30   | 10   | «Сайгон»                   |
| 22 | ЗХ   | Алекс Жуніор Крістьян | 5 грудня 1993 (вік 22 роки)     | 5    | 0    | «Віла-Реал»                |
| 23 | ВР   | Луї Валанді Оделю     | 1 грудня 1994 (вік 21 рік)      | 0    | 0    | «Ейгль Нуар»               |

### Перу
Головний тренер:  Рікардо Гарека
Наступні 23 гравці були в кінцевому складі команди на турнірі.

| №  | Поз. | Гравець                  | Дата народження (вік)           | Ігри | Голи | Клуб                          |
| -- | ---- | ------------------------ | ------------------------------- | ---- | ---- | ----------------------------- |
| 1  | ВР   | Педро Гальєсе            | 23 лютого 1990 (вік 26 років)   | 19   | 0    | «Хуан Ауріч»                  |
| 2  | ЗХ   | Альберто Хуніор Родрігес | 31 березня 1984 (вік 32 роки)   | 52   | 0    | «Спортінг Крістал»            |
| 3  | ЗХ   | Альдо Корсо              | 20 травня 1989 (вік 27 років)   | 8    | 0    | «Сентро Депортіво Мунісіпаль» |
| 4  | ЗХ   | Ренсо Реворедо           | 11 травня 1986 (вік 30 років)   | 18   | 0    | «Спортінг Крістал»            |
| 5  | ПЗ   | Адан Бальбін             | 13 жовтня 1986 (вік 29 років)   | 12   | 0    | «Універсітаріо де Депортес»   |
| 6  | ЗХ   | Мігель Трауко            | 25 серпня 1992 (вік 23 роки)    | 2    | 0    | «Універсітаріо де Депортес»   |
| 7  | ПЗ   | Луїс да Сільва           | 28 грудня 1996 (вік 19 років)   | 0    | 0    | «Йонг ПСВ»                    |
| 8  | ПЗ   | Енді Поло                | 29 вересня 1994 (вік 21 рік)    | 1    | 0    | «Універсітаріо де Депортес»   |
| 9  | НП   | Паоло Герреро ()         | 1 січня 1984 (вік 32 роки)      | 67   | 26   | «Фламенго»                    |
| 10 | НП   | Крістіан Куева           | 23 листопада 1991 (вік 24 роки) | 21   | 1    | «Толука»                      |
| 11 | НП   | Рауль Руйдіас            | 25 липня 1990 (вік 25 років)    | 13   | 1    | «Універсітаріо де Депортес»   |
| 12 | ВР   | Дієго Пенні              | 22 квітня 1984 (вік 32 роки)    | 15   | 0    | «Спортінг Крістал»            |
| 13 | ПЗ   | Ренато Тапія             | 28 липня 1995 (вік 20 років)    | 8    | 0    | «Феєнорд»                     |
| 14 | ПЗ   | Армандо Альфахеме        | 3 листопада 1990 (вік 25 років) | 0    | 0    | «Сентро Депортіво Мунісіпаль» |
| 15 | ЗХ   | Крістіан Рамос           | 4 листопада 1988 (вік 27 років) | 43   | 1    | «Хуан Ауріч»                  |
| 16 | ПЗ   | Оскар Вільчес            | 21 січня 1986 (вік 30 років)    | 1    | 0    | «Альянса Ліма»                |
| 17 | ЗХ   | Луїс Абрам               | 27 лютого 1996 (вік 20 років)   | 0    | 0    | «Спортінг Крістал»            |
| 18 | ПЗ   | Крістіан Бенавенте       | 19 травня 1994 (вік 22 роки)    | 9    | 1    | «Шарлеруа»                    |
| 19 | ПЗ   | Йосімар Йотун            | 7 квітня 1990 (вік 26 років)    | 52   | 1    | Мальме                        |
| 20 | НП   | Едісон Флорес            | 15 травня 1994 (вік 22 роки)    | 4    | 0    | «Універсітаріо де Депортес»   |
| 21 | ПЗ   | Алехандро Гоберг         | 20 вересня 1991 (вік 24 роки)   | 0    | 0    | «Універсідад Сесар Вальєхо»   |
| 22 | ЗХ   | Хаїр Сеспедес            | 22 травня 1984 (вік 32 роки)    | 7    | 0    | «Спортінг Крістал»            |
| 23 | ВР   | Карлос Каседа            | 27 вересня 1991 (вік 24 роки)   | 0    | 0    | «Універсітаріо де Депортес»   |

## Група C

### Ямайка
Головний тренер:  Вінфрід Шефер
Наступні 23 гравці були включені до заявки для участі у турнірі Саймон Докінз був виключений з заявки через травму і замінений на Джоела Гранта 2 червня
| №  | Поз. | Гравець            | Дата народження (вік)            | Ігри | Голи | Клуб                   |
| -- | ---- | ------------------ | -------------------------------- | ---- | ---- | ---------------------- |
| 1  | ВР   | Андре Блейк        | 21 листопада 1990 (вік 25 років) | 15   | 0    | «Філадельфія Юніон»    |
| 2  | ЗХ   | Дамано Соломон     | 13 жовтня 1994 (вік 21 рік)      | 0    | 0    | «Портмор Юнайтед»      |
| 3  | ЗХ   | Майкл Гектор       | 19 липня 1992 (вік 23 роки)      | 13   | 0    | «Челсі»                |
| 4  | ЗХ   | Вес Морган         | 21 січня 1984 (вік 32 роки)      | 25   | 0    | «Лестер Сіті»          |
| 5  | ЗХ   | Росаріо Герріотт   | 26 вересня 1989 (вік 26 років)   | 1    | 0    | «Гарбор В'ю»           |
| 6  | НП   | Девер Орджилл      | 8 березня 1990 (вік 26 років)    | 5    | 0    | «Марієгамн»            |
| 7  | ПЗ   | Шевон Марш         | 25 лютого 1994 (вік 22 роки)     | 0    | 0    | «Кавальєр»             |
| 8  | НП   | Клейтон Дональдсон | 7 лютого 1984 (вік 32 роки)      | 4    | 1    | «Бірмінгем Сіті»       |
| 9  | НП   | Джайлс Барнс       | 5 серпня 1988 (вік 27 років)     | 14   | 3    | «Х'юстон Динамо»       |
| 10 | ПЗ   | Джобі Макенафф     | 9 листопада 1981 (вік 34 роки)   | 26   | 1    | «Лейтон Орієнт»        |
| 11 | ПЗ   | Ендрю Ванзі        | 26 листопада 1990 (вік 25 років) | 3    | 0    | «Гамбл Лайонз»         |
| 12 | ПЗ   | Майкл Біннс        | 12 серпня 1988 (вік 27 років)    | 0    | 0    | «Портмор Юнайтед»      |
| 13 | ВР   | Дувейн Керр        | 16 лютого 1987 (вік 29 років)    | 14   | 0    | «Стьярнан»             |
| 14 | НП   | Аллан Отті         | 18 грудня 1992 (вік 23 роки)     | 5    | 0    | «Монтего Бей Юнайтед»  |
| 15 | ПЗ   | Джи-Вон Вотсон     | 22 жовтня 1983 (вік 32 роки)     | 54   | 2    | «Нью-Інгленд Революшн» |
| 16 | ПЗ   | Лі Вільямсон       | 7 червня 1982 (вік 33 роки)      | 4    | 0    | «Блекберн Роверз»      |
| 17 | ПЗ   | Родольф Остін      | 1 червня 1985 (вік 31 рік)       | 84   | 7    | «Брондбю»              |
| 18 | ПЗ   | Джоел Грант        | 26 серпня 1987 (вік 28 років)    | 13   | 2    | «Ексетер Сіті»         |
| 19 | ЗХ   | Едріан Маріаппа () | 3 жовтня 1986 (вік 29 років)     | 37   | 1    | «Крістал Пелес»        |
| 20 | ЗХ   | Кемар Лоуренс      | 17 вересня 1992 (вік 23 роки)    | 31   | 2    | «Нью-Йорк Ред Буллз»   |
| 21 | ЗХ   | Джермейн Тейлор    | 14 січня 1985 (вік 31 рік)       | 85   | 0    | «Портленд Тімберз»     |
| 22 | ПЗ   | Гарет Макклірі     | 15 травня 1987 (вік 29 років)    | 19   | 3    | «Редінг»               |
| 23 | ВР   | Раян Томпсон       | 7 січня 1985 (вік 31 рік)        | 7    | 0    | «Сент-Луїс»            |

### Мексика
Головний тренер:  Хуан Карлос Осоріо
Наступні 23 гравці були включені до заявки для участі у турнірі. Юрген Дамм був виключений з заявки через травму і замінений на Кандідо Раміреса.
| №  | Поз. | Гравець                   | Дата народження (вік)          | Ігри | Голи | Клуб                         |
| -- | ---- | ------------------------- | ------------------------------ | ---- | ---- | ---------------------------- |
| 1  | ВР   | Хосе Корона               | 26 січня 1981 (вік 35 років)   | 42   | 0    | «Крус Асуль»                 |
| 2  | ЗХ   | Нестор Араухо             | 21 серпня 1991 (вік 24 роки)   | 5    | 1    | «Сантос Лагуна»              |
| 3  | ЗХ   | Яссер Корона              | 28 липня 1987 (вік 28 років)   | 4    | 0    | «Керетаро»                   |
| 4  | ЗХ   | Рафаель Маркес ()         | 13 лютого 1979 (вік 37 років)  | 129  | 16   | «Атласа»                     |
| 5  | ЗХ   | Дієго Реєс                | 19 вересня 1992 (вік 23 роки)  | 32   | 0    | «Реал Сосьєдад»              |
| 6  | ЗХ   | Хорхе Торрес Ніло         | 16 січня 1988 (вік 28 років)   | 45   | 1    | «УАНЛ Тигрес»                |
| 7  | ЗХ   | Мігель Лаюн               | 25 червня 1988 (вік 27 років)  | 38   | 3    | «Порту»                      |
| 8  | НП   | Ірвінг Лосано             | 30 липня 1995 (вік 20 років)   | 2    | 1    | «Пачука»                     |
| 9  | НП   | Рауль Хіменес             | 5 травня 1991 (вік 25 років)   | 42   | 8    | «Бенфіка»                    |
| 10 | НП   | Хесус Корона              | 6 січня 1993 (вік 23 роки)     | 20   | 5    | «Порту»                      |
| 11 | ПЗ   | Хав'єр Акіно              | 11 лютого 1990 (вік 26 років)  | 35   | 0    | «УАНЛ Тигрес»                |
| 12 | ВР   | Альфредо Талавера         | 18 вересня 1982 (вік 33 роки)  | 20   | 0    | «Толука»                     |
| 13 | ВР   | Гільєрмо Очоа             | 13 липня 1985 (вік 30 років)   | 74   | 0    | «Малага»                     |
| 14 | НП   | Хав'єр Ернандес Балькасар | 1 червня 1988 (вік 28 років)   | 80   | 45   | «Баєр 04»                    |
| 15 | ЗХ   | Héctor Moreno             | 17 січня 1988 (вік 28 років)   | 66   | 1    | «ПСВ Ейндговен»              |
| 16 | ПЗ   | Ектор Еррера              | 19 квітня 1990 (вік 26 років)  | 39   | 3    | «Порту»                      |
| 17 | ПЗ   | Кандідо Рамірес           | 5 червня 1993 (вік 22 роки)    | 1    | 0    | «Монтеррей»                  |
| 18 | ПЗ   | Андрес Гвардадо           | 28 вересня 1986 (вік 29 років) | 124  | 23   | «ПСВ Ейндговен»              |
| 19 | НП   | Орібе Перальта            | 12 січня 1984 (вік 32 роки)    | 46   | 22   | «Клуб Америка»               |
| 20 | ПЗ   | Хесус Дуеньяс             | 16 березня 1989 (вік 27 років) | 6    | 1    | «УАНЛ Тигрес»                |
| 21 | ПЗ   | Карлос Альберто Пенья     | 25 березня 1990 (вік 26 років) | 16   | 1    | «Універсідад де Гвадалахара» |
| 22 | ЗХ   | Пауль Агілар              | 6 березня 1986 (вік 30 років)  | 50   | 5    | «Клуб Америка»               |
| 23 | ПЗ   | Хесус Моліна              | 29 березня 1988 (вік 28 років) | 11   | 0    | «Сантос Лагуна»              |

### Уругвай
Головний тренер: Оскар Табарес
Наступні 23 гравці були включені до заявки для участі у турнірі. 30 травня Крістіан Родрігес був виключений з заявки через травму і замінений на Дієго Лаксальта.
| №  | Поз. | Гравець                  | Дата народження (вік)            | Ігри | Голи | Клуб                      |
| -- | ---- | ------------------------ | -------------------------------- | ---- | ---- | ------------------------- |
| 1  | ВР   | Фернандо Муслера         | 16 червня 1986 (вік 29 років)    | 79   | 0    | «Галатасарай»             |
| 2  | ЗХ   | Хосе Марія Хіменес       | 20 січня 1995 (вік 21 рік)       | 25   | 3    | «Атлетіко»                |
| 3  | ЗХ   | Дієго Годін ()           | 16 лютого 1986 (вік 30 років)    | 97   | 7    | «Атлетіко»                |
| 4  | ЗХ   | Хорхе Фусіле             | 19 листопада 1984 (вік 31 рік)   | 46   | 0    | «Насьйональ» (Монтевідео) |
| 5  | ПЗ   | Карлос Андрес Санчес     | 2 грудня 1984 (вік 31 рік)       | 16   | 0    | «Монтеррей»               |
| 6  | ЗХ   | Альваро Перейра          | 28 листопада 1985 (вік 30 років) | 78   | 7    | «Хетафе»                  |
| 7  | ПЗ   | Дієго Лаксальт           | 7 лютого 1993 (вік 23 роки)      | 0    | 0    | «Дженоа»                  |
| 8  | НП   | Абель Ернандес           | 8 серпня 1990 (вік 25 років)     | 25   | 10   | «Галл Сіті»               |
| 9  | НП   | Луїс Альберто Суарес     | 24 січня 1987 (вік 29 років)     | 84   | 45   | «Барселона»               |
| 10 | ПЗ   | Гастон Рамірес           | 2 грудня 1990 (вік 25 років)     | 34   | 0    | «Мідлсбро»                |
| 11 | НП   | Крістіан Стуані          | 10 грудня 1986 (вік 29 років)    | 27   | 5    | «Мідлсбро»                |
| 12 | ВР   | Мартін Кампанья          | 29 травня 1989 (вік 27 років)    | 0    | 0    | «Індепендьєнте»           |
| 13 | ЗХ   | Маурісіо Вікторіно       | 11 жовтня 1982 (вік 33 роки)     | 23   | 0    | «Насьйональ» (Монтевідео) |
| 14 | ПЗ   | Ніколас Лодейро          | 21 березня 1989 (вік 27 років)   | 44   | 3    | «Бока Хуніорс»            |
| 15 | ПЗ   | Матіас Весіно            | 24 серпня 1991 (вік 24 роки)     | 2    | 0    | «Фіорентина»              |
| 16 | ЗХ   | Максиміліано Перейра     | 8 червня 1984 (вік 31 рік)       | 110  | 3    | «Порту»                   |
| 17 | ПЗ   | Ехідіо Аревало Ріос      | 1 січня 1982 (вік 34 роки)       | 77   | 0    | «Атласа»                  |
| 18 | ЗХ   | Матіас Корухо            | 8 травня 1986 (вік 30 років)     | 12   | 0    | «Універсідад де Чилі»     |
| 19 | ЗХ   | Гастон Сільва            | 5 березня 1994 (вік 22 роки)     | 2    | 0    | «Торіно»                  |
| 20 | ПЗ   | Альваро Рафаель Гонсалес | 29 жовтня 1984 (вік 31 рік)      | 62   | 3    | «Атласа»                  |
| 21 | НП   | Едінсон Кавані           | 14 лютого 1987 (вік 29 років)    | 80   | 30   | «Парі Сен-Жермен»         |
| 22 | НП   | Дієго Ролан              | 24 березня 1993 (вік 23 роки)    | 18   | 3    | «Бордо»                   |
| 23 | ВР   | Мартін Сільва            | 25 березня 1983 (вік 33 роки)    | 7    | 0    | «Васко да Гама»           |

### Венесуела
Головний тренер: Рафаель Дудамель
Наступні 23 гравці були включені до заявки для участі у турнірі.
| №  | Поз. | Гравець                                  | Дата народження (вік)            | Ігри | Голи | Клуб                   |
| -- | ---- | ---------------------------------------- | -------------------------------- | ---- | ---- | ---------------------- |
| 1  | ВР   | Хосе Контрерас                           | 20 жовтня 1994 (вік 21 рік)      | 2    | 0    | «Депортіво Тачира»     |
| 2  | ЗХ   | Вількер Анхель                           | 18 березня 1993 (вік 23 роки)    | 4    | 2    | «Депортіво Тачира»     |
| 3  | ЗХ   | Мікель Вільянуева                        | 14 квітня 1993 (вік 23 роки)     | 2    | 1    | «Атлетіко Малагеньйо»  |
| 4  | ЗХ   | Освальдо Віскаррондо                     | 31 травня 1984 (вік 32 роки)     | 71   | 8    | «Нант»                 |
| 5  | ПЗ   | Аркімедес Фігера                         | 6 жовтня 1989 (вік 26 років)     | 8    | 1    | «Депортіво Ла Гвайра»  |
| 6  | ЗХ   | Хосе Веласкес (венесуельський футболіст) | 8 вересня 1990 (вік 25 років)    | 15   | 1    | «Ароука»               |
| 7  | НП   | Йонатан Дель Валлє                       | 28 травня 1990 (вік 26 років)    | 10   | 0    | «Касимпаша»            |
| 8  | ПЗ   | Томас Рінкон ()                          | 13 січня 1988 (вік 28 років)     | 69   | 0    | «Дженоа»               |
| 9  | НП   | Саломон Рондон                           | 16 вересня 1989 (вік 26 років)   | 49   | 16   | «Вест-Бромвіч Альбіон» |
| 10 | ПЗ   | Ромуло Отеро                             | 9 листопада 1992 (вік 23 роки)   | 11   | 4    | «Уачіпато»             |
| 11 | ПЗ   | Хуан Пабло Аньйор                        | 24 січня 1994 (вік 22 роки)      | 3    | 0    | «Малага»               |
| 12 | ВР   | Дані Ернандес                            | 21 жовтня 1985 (вік 30 років)    | 20   | 0    | «Тенерифе»             |
| 13 | ПЗ   | Луїс Мануель Сейхас                      | 23 червня 1986 (вік 29 років)    | 62   | 2    | «Санта-Фе»             |
| 14 | ПЗ   | Карлос Суарес                            | 26 квітня 1992 (вік 24 роки)     | 0    | 0    | «Карабобо»             |
| 15 | ПЗ   | Алехандро Герра                          | 9 липня 1985 (вік 30 років)      | 52   | 4    | «Атлетіко Насьйональ»  |
| 16 | ЗХ   | Роберто Росалес                          | 20 листопада 1988 (вік 27 років) | 63   | 0    | «Малага»               |
| 17 | НП   | Хосеф Мартінес                           | 19 травня 1993 (вік 23 роки)     | 24   | 4    | «Торіно»               |
| 18 | ПЗ   | Адальберто Пеньяранда                    | 31 травня 1997 (вік 19 років)    | 2    | 0    | «Гранада»              |
| 19 | НП   | Крістіан Сантос                          | 24 березня 1988 (вік 28 років)   | 4    | 1    | «Неймеген»             |
| 20 | ЗХ   | Рольф Фельтшер                           | 10 червня 1990 (вік 25 років)    | 5    | 0    | «Дуйсбург»             |
| 21 | ЗХ   | Александер Гонсалес                      | 13 вересня 1992 (вік 23 роки)    | 30   | 1    | «Уеска»                |
| 22 | ПЗ   | Янхель Еррера                            | 7 січня 1998 (вік 18 років)      | 0    | 0    | «Атлетіко Венесуела»   |
| 23 | ВР   | Вуїлькер Фаріньєс                        | 15 лютого 1998 (вік 18 років)    | 0    | 0    | «Каракас»              |

## Група D

### Аргентина
Головний тренер: Херардо Мартіно
Наступні 23 гравці були включені до заявки для участі у турнірі.
| №  | Поз. | Гравець            | Дата народження (вік)            | Ігри | Голи | Клуб                 |
| -- | ---- | ------------------ | -------------------------------- | ---- | ---- | -------------------- |
| 1  | ВР   | Серхіо Ромеро      | 22 лютого 1987 (вік 29 років)    | 72   | 0    | «Манчестер Юнайтед»  |
| 2  | ЗХ   | Хонатан Майдана    | 29 липня 1985 (вік 30 років)     | 2    | 0    | «Рівер Плейт»        |
| 3  | ЗХ   | Факундо Ронкалья   | 10 лютого 1987 (вік 29 років)    | 10   | 0    | «Фіорентина»         |
| 4  | ЗХ   | Габріель Меркадо   | 18 березня 1987 (вік 29 років)   | 4    | 2    | «Рівер Плейт»        |
| 5  | ПЗ   | Матіас Краневіттер | 21 травня 1993 (вік 23 роки)     | 4    | 0    | «Атлетіко»           |
| 6  | ПЗ   | Лукас Білья        | 30 січня 1986 (вік 30 років)     | 37   | 1    | «Лаціо»              |
| 7  | ПЗ   | Анхель Ді Марія    | 14 лютого 1988 (вік 28 років)    | 72   | 16   | «Парі Сен-Жермен»    |
| 8  | ПЗ   | Аугусто Фернандес  | 10 квітня 1986 (вік 30 років)    | 11   | 1    | «Атлетіко»           |
| 9  | НП   | Гонсало Ігуаїн     | 10 грудня 1987 (вік 28 років)    | 56   | 25   | «Наполі»             |
| 10 | НП   | Ліонель Мессі ()   | 24 червня 1987 (вік 28 років)    | 112  | 50   | «Барселона»          |
| 11 | НП   | Серхіо Агуеро      | 2 червня 1988 (вік 28 років)     | 71   | 32   | «Манчестер Сіті»     |
| 12 | ВР   | Науель Гусман      | 10 лютого 1986 (вік 30 років)    | 6    | 0    | «УАНЛ Тигрес»        |
| 13 | ЗХ   | Раміро Фунес Морі  | 5 березня 1991 (вік 25 років)    | 6    | 0    | «Евертон»            |
| 14 | ПЗ   | Хав'єр Маскерано   | 8 червня 1984 (вік 31 рік)       | 123  | 3    | «Барселона»          |
| 15 | ЗХ   | Віктор Куеста      | 19 листопада 1988 (вік 27 років) | 0    | 0    | «Індепендьєнте»      |
| 16 | ЗХ   | Маркос Рохо        | 20 березня 1990 (вік 26 років)   | 43   | 2    | «Манчестер Юнайтед»  |
| 17 | ЗХ   | Ніколас Отаменді   | 12 лютого 1988 (вік 28 років)    | 31   | 2    | «Манчестер Сіті»     |
| 18 | ПЗ   | Ерік Ламела        | 4 березня 1992 (вік 24 роки)     | 15   | 1    | «Тоттенгем Готспур»  |
| 19 | ПЗ   | Евер Банега        | 29 червня 1988 (вік 27 років)    | 40   | 4    | «Севілья»            |
| 20 | ПЗ   | Ніколас Гайтан     | 23 лютого 1988 (вік 28 років)    | 12   | 2    | «Бенфіка»            |
| 21 | ПЗ   | Хав'єр Пасторе     | 20 червня 1989 (вік 26 років)    | 27   | 2    | «Парі Сен-Жермен»    |
| 22 | НП   | Есек'єль Лавессі   | 3 травня 1985 (вік 31 рік)       | 49   | 7    | «Хебей Чайна Форчун» |
| 23 | ВР   | Маріано Андухар    | 30 липня 1983 (вік 32 роки)      | 11   | 0    | «Естудьянтес»        |

### Болівія
Головний тренер: Хуліо Сесар Бальдів'єсо
Наступні 23 гравці були включені до заявки для участі у турнірі.
| №  | Поз. | Гравець                 | Дата народження (вік)          | Ігри | Голи | Клуб                     |
| -- | ---- | ----------------------- | ------------------------------ | ---- | ---- | ------------------------ |
| 1  | ВР   | Карлос Лампе ()         | 17 березня 1987 (вік 29 років) | 4    | 0    | «Спорт Бойз»             |
| 2  | ЗХ   | Ервін Сааведра          | 25 лютого 1996 (вік 20 років)  | 3    | 0    | «Болівар»                |
| 3  | ЗХ   | Луїс Альберто Гутьєррес | 10 березня 1985 (вік 31 рік)   | 31   | 0    | «Хапоель» (Кір'ят-Шмона) |
| 4  | ЗХ   | Дієго Бехарано          | 24 серпня 1991 (вік 24 роки)   | 11   | 1    | «Зе Стронгест»           |
| 5  | ЗХ   | Нельсон Кабрера         | 22 квітня 1983 (вік 33 роки)   | 0    | 0    | «Болівар»                |
| 6  | ПЗ   | Вальтер Вейсага         | 22 квітня 1986 (вік 30 років)  | 17   | 0    | «Зе Стронгест»           |
| 7  | НП   | Хуан Карлос Арсе        | 10 квітня 1985 (вік 31 рік)    | 49   | 8    | «Болівар»                |
| 8  | ПЗ   | Мартін Смедберг-Даленсе | 10 травня 1984 (вік 32 роки)   | 8    | 1    | Гетеборг                 |
| 9  | НП   | Ясмані Дук              | 1 березня 1988 (вік 28 років)  | 6    | 1    | «Нью-Йорк Космос»        |
| 10 | ПЗ   | Джасмані Кампос         | 10 травня 1988 (вік 28 років)  | 33   | 2    | «Казма»                  |
| 11 | НП   | Джильберт Альварес      | 7 квітня 1992 (вік 24 роки)    | 4    | 0    | «Реал Потосі»            |
| 12 | ВР   | Ромель Кіньйонес        | 25 червня 1992 (вік 23 роки)   | 13   | 0    | «Болівар»                |
| 13 | ПЗ   | Алехандро Мелеан        | 16 червня 1987 (вік 28 років)  | 10   | 0    | Орієнте Петролеро        |
| 14 | ПЗ   | Рауль Кастро            | 19 серпня 1989 (вік 26 років)  | 0    | 0    | Зе Стронгест             |
| 15 | ПЗ   | Педро Асоге             | 6 грудня 1994 (вік 21 рік)     | 9    | 0    | «Орієнте Петролеро»      |
| 16 | ПЗ   | Крістіан Мачадо         | 20 червня 1990 (вік 25 років)  | 0    | 0    | «Хорхе Вільстерман»      |
| 17 | ЗХ   | Марвін Бехарано         | 6 березня 1988 (вік 28 років)  | 26   | 0    | «Орієнте Петролеро»      |
| 18 | НП   | Родріго Рамальйо        | 14 жовтня 1990 (вік 25 років)  | 8    | 2    | «Зе Стронгест»           |
| 19 | ПЗ   | Кармело Альгараньяс     | 27 січня 1996 (вік 20 років)   | 1    | 0    | «Петролеро»              |
| 20 | ПЗ   | Фернандо Сауседо        | 15 березня 1990 (вік 26 років) | 1    | 0    | «Хорхе Вільстерман»      |
| 21 | ЗХ   | Рональд Егіно           | 20 лютого 1988 (вік 28 років)  | 15   | 0    | «Болівар»                |
| 22 | ЗХ   | Едвард Сентено          | 5 грудня 1984 (вік 31 рік)     | 25   | 0    | «Хорхе Вільстерман»      |
| 23 | ВР   | Гільєрмо Віскарра       | 7 лютого 1993 (вік 23 роки)    | 0    | 0    | «Орієнте Петролеро»      |

### Чилі
Головний тренер:  Хуан Антоніо Піцці
Наступні 23 гравці були включені до заявки для участі у турнірі. 1 червня Матіас Фернандес був виключений з заявки через травму і замінений на Марка Гонсалеса.
| №  | Поз. | Гравець               | Дата народження (вік)            | Ігри | Голи | Клуб                   |
| -- | ---- | --------------------- | -------------------------------- | ---- | ---- | ---------------------- |
| 1  | ВР   | Клаудіо Браво ()      | 13 квітня 1983 (вік 33 роки)     | 100  | 0    | «Барселона»            |
| 2  | ЗХ   | Еухеніо Мена          | 18 липня 1988 (вік 27 років)     | 44   | 3    | «Сан-Паулу»            |
| 3  | ЗХ   | Енцо Роко             | 16 серпня 1992 (вік 23 роки)     | 6    | 1    | «Еспаньйол»            |
| 4  | ЗХ   | Маурісіо Ісла         | 12 червня 1988 (вік 27 років)    | 73   | 3    | «Марсель»              |
| 5  | ПЗ   | Франсіско Сільва      | 11 лютого 1986 (вік 30 років)    | 23   | 0    | «Чьяпас»               |
| 6  | ЗХ   | Хосе Педро Фуенсаліда | 22 лютого 1985 (вік 31 рік)      | 26   | 1    | «Універсідад Католіка» |
| 7  | НП   | Алексіс Санчес        | 19 грудня 1988 (вік 27 років)    | 93   | 31   | «Арсенал» Лондон       |
| 8  | ПЗ   | Артуро Відаль         | 22 травня 1987 (вік 29 років)    | 74   | 15   | «Баварія»              |
| 9  | НП   | Маурісіо Пінілья      | 4 лютого 1984 (вік 32 роки)      | 39   | 8    | «Аталанта»             |
| 10 | ПЗ   | Педро Пабло Ернандес  | 24 жовтня 1986 (вік 29 років)    | 4    | 3    | «Сельта»               |
| 11 | НП   | Едуардо Варгас        | 20 листопада 1989 (вік 26 років) | 52   | 25   | «Гоффенгайм 1899»      |
| 12 | ВР   | Крістофер Тосельї     | 22 червня 1988 (вік 27 років)    | 4    | 0    | «Універсідад Католіка» |
| 13 | ПЗ   | Ерік Пульгар          | 15 січня 1994 (вік 22 роки)      | 2    | 0    | «Болонья»              |
| 14 | НП   | Марк Гонсалес         | 10 липня 1984 (вік 31 рік)       | 54   | 6    | «Спорт Ресіфі»         |
| 15 | ЗХ   | Жан Босежур           | 3 червня 1984 (вік 32 роки)      | 75   | 6    | «Коло-Коло»            |
| 16 | НП   | Ніколас Кастільйо     | 14 лютого 1993 (вік 23 роки)     | 2    | 0    | «Універсідад Католіка» |
| 17 | ЗХ   | Гарі Медель           | 3 серпня 1987 (вік 28 років)     | 87   | 7    | «Інтернаціонале»       |
| 18 | ЗХ   | Гонсало Хара          | 29 серпня 1985 (вік 30 років)    | 87   | 3    | «Універсідад де Чилі»  |
| 19 | НП   | Фабіан Орельяна       | 27 січня 1986 (вік 30 років)     | 35   | 2    | «Сельта»               |
| 20 | ПЗ   | Чарлес Арангіс        | 17 квітня 1989 (вік 27 років)    | 40   | 6    | «Баєр 04»              |
| 21 | ПЗ   | Марсело Діас          | 30 грудня 1986 (вік 29 років)    | 43   | 1    | «Сельта»               |
| 22 | НП   | Едсон Пуч             | 9 квітня 1986 (вік 30 років)     | 6    | 0    | «ЛДУ Кіто»             |
| 23 | ВР   | Джонні Еррера         | 9 травня 1981 (вік 35 років)     | 14   | 0    | «Універсідад де Чилі»  |

### Панама
Головний тренер:  Ернан Даріо Гомес
Наступні 23 гравці були включені до заявки для участі у турнірі.
| №  | Поз. | Гравець            | Дата народження (вік)            | Ігри | Голи | Клуб                    |
| -- | ---- | ------------------ | -------------------------------- | ---- | ---- | ----------------------- |
| 1  | ВР   | Хайме Пенедо       | 26 вересня 1981 (вік 34 роки)    | 114  | 0    | «Депортіво Сапрісса»    |
| 2  | ПЗ   | Мігель Камарго     | 9 травня 1993 (вік 23 роки)      | 10   | 0    | «Мінерос Гуаяна»        |
| 3  | ЗХ   | Гарольд Каммінгс   | 3 січня 1992 (вік 24 роки)       | 41   | 0    | «Алахуеленсе»           |
| 4  | ЗХ   | Фідель Ескобар     | 9 січня 1995 (вік 21 рік)        | 4    | 0    | «Спортінг Сан-Мігеліто» |
| 5  | ЗХ   | Родерік Міллер     | 4 березня 1992 (вік 24 роки)     | 15   | 0    | «Сан-Франциско»         |
| 6  | ПЗ   | Габрієль Гомес     | 29 травня 1984 (вік 32 роки)     | 121  | 10   | «Картахінес»            |
| 7  | НП   | Блас Перес         | 13 березня 1981 (вік 35 років)   | 105  | 37   | «Ванкувер Вайткепс»     |
| 8  | НП   | Габрієль Торрес    | 31 жовтня 1988 (вік 27 років)    | 53   | 7    | «Самора» (Баринас)      |
| 9  | НП   | Роберто Нурсе      | 16 грудня 1983 (вік 32 роки)     | 15   | 3    | «Мінерос де Сакатекас»  |
| 10 | НП   | Луїс Техада        | 28 березня 1982 (вік 34 роки)    | 91   | 42   | «Хуан Ауріч»            |
| 11 | ПЗ   | Армандо Купер      | 26 листопада 1987 (вік 28 років) | 67   | 5    | «Арабе Унідо»           |
| 12 | ВР   | Алекс Родрігес     | 8 травня 1990 (вік 26 років)     | 3    | 0    | «Сан-Франциско»         |
| 13 | ЗХ   | Адольфо Мачадо     | 14 лютого 1985 (вік 31 рік)      | 62   | 1    | «Депортіво Сапрісса»    |
| 14 | ПЗ   | Валентин Піментель | 30 травня 1991 (вік 25 років)    | 16   | 1    | «Ла Екідад»             |
| 15 | ЗХ   | Мартін Гомес       | 23 січня 1990 (вік 26 років)     | 8    | 1    | «Сан-Франциско»         |
| 16 | НП   | Абдієль Арройо     | 13 грудня 1993 (вік 22 роки)     | 13   | 0    | «Спліт»                 |
| 17 | ЗХ   | Луїс Енрікес       | 23 листопада 1981 (вік 34 роки)  | 87   | 2    | «Тауро»                 |
| 18 | ПЗ   | Рікардо Буйтраго   | 10 березня 1986 (вік 30 років)   | 18   | 3    | «Хуан Ауріч»            |
| 19 | ПЗ   | Альберто Кінтеро   | 18 грудня 1987 (вік 28 років)    | 67   | 4    | «Сан-Хосе Ерсквейкс»    |
| 20 | ПЗ   | Анібаль Годой      | 10 лютого 1990 (вік 26 років)    | 55   | 1    | «Сан-Хосе Ерсквейкс»    |
| 21 | ПЗ   | Амількар Енрікес   | 2 серпня 1983 (вік 32 роки)      | 69   | 0    | «Америка де Калі»       |
| 22 | ВР   | Хосе Кальдерон     | 14 серпня 1985 (вік 30 років)    | 13   | 0    | «Депортіво Платенсе»    |
| 23 | ЗХ   | Феліпе Балой ()    | 24 лютого 1981 (вік 35 років)    | 92   | 3    | «Атлас»                 |